# گائتانو فیشرا
گائتانو فیکرا (به ایتالیایی: Gaetano Fichera) (زاده ۸ فوریه ۱۹۲۲ در آچیرئاله – درگذشته ۱ ژوئن ۱۹۹۶ در رم) ریاضیدان و تاریخنگار ریاضیات اهل ایتالیا بود.

## زندگی و کارنامه
او فرزند جوزپه فیکرا ریاضیدان ایتالیایی بود. فیکرا در دانشگاه رم تحت سرپرستی ماورو پیکونه درجه دکتری ریاضیات را دریافت کرد. در جنگ جهانی دوم به اسارت آلمان در آمد ولی گریخت و به نیروهای پارتیزانی پیوست. در سال ۱۹۴۹ در دانشگاه تریسته به استادی رسید و در ۱۹۵۶ به عنوان جانشین استادش پیکونه به دانشگاه رم رفت.
زمینه کاری فیکرا آنالیز ریاضی بود. فیکرا همچنین به تاریخ ریاضیات به ویژه ریاضیات سده ۱۹ در ایتالیا پرداخت. فیکرا در سال ۱۹۷۰ به عنوان سخنران مدعو در کنگره جهانی ریاضیدانان سخنرانی کرد.

## آثار
- Linear elliptic differential systems and eigenvalue problems, Springer 1965
- with Mauro Picone Trattato di analisi matematica , Rom 1954
- Numerical and quantitative analysis, Pitman 1978